# Schuttelpoel
De Schuttelpoel (Fries en officieel: Skûtelpoel) is een poel in de Friese gemeente Súdwest-Fryslân te Nederland. Het poeltje ligt ten zuidoosten van Oudega en ten noorden van de Idzegaasterpoel. De Schuttelpoel is door middel van een kanaal verbonden met de Palsepoel.